# ظفرنامه (ابن سینا)
ظفرنامه کتابی است با درون مایه اخلاقی که در پیش از اسلام و ابتدا به زبان پهلوی نوشته شده است. برگردان آن به فارسی را به ابن سینا پیوند داده‌اند ولی در این باره اختلاف نظر وجود دارد. موضوع کتاب، رفتار درست و منش نیک است و به شیوه پرسش و پاسخ نگاشته شده‌است. این گفتگو میان بزرگمهر و انوشیروان انجام می‌شود و نویسنده گویا نوشته‌ای پهلوی را که نخست به عربی برگردانده شده، از عربی به زبان فارسی ترجمه کرده‌است. فردوسی در بخش هایی از شاهنامه به این مکالمه ها که مضامین آن شباهت زیادی به ظفرنامه دارد پرداخته است.  

## درونمایه کتاب
بخشهایی از کتاب برای آشنایی با چشم‌انداز درونمایه آن در اینجا بازگو می‌شود:
- پرسش: چه کاری در جوانی و چه کاری در پیری بهتر است؟
- پاسخ: در جوانی، دانش آموختن و در پیری به کار بستن.
- پرسش: چه گفته راستی است که مایه خواری گوینده آن می‌شود؟
- پاسخ: خود را ستودن.
- پرسش: ارزش جوان به چیست و ارزش پیر به چه؟
- پاسخ: ارزش جوان به شرم و دلاوری و ارزش پیر به دانش و بردباری.
- پرسش: بخشنده‌ترین انسان چه کسی است؟
- پاسخ: کسی که هنگام بخشیدن شاد می‌شود.
- پرسش: نیکی کردن بهتر است یا از بدی به دور بودن؟
- پاسخ: از بدی به دور بودن، برتر از همه نیکی‌هاست.
- پرسش: کدام کار خردمندان با ارزش‌تر است؟
- پاسخ: بد را از بدی بازداشتن.
- پرسش: آیا کار خوبی هست که دگرگون به زشتی گردد؟
- پاسخ: بخشش با به رخ کشیدن.
- پرسش: کدامیک از زشتی مردم زشت‌تر است؟
- پاسخ: آن زشتی که بر خود کسی پوشیده باشد.
- پرسش: چرا مردم دانش را از مردمان پست فرا نمی‌گیرند؟
- پاسخ: چون هیچ پستی دانا و هیچ دانایی پست نمی‌گردد.
- پرسش: چه چیزی مایه نابودی مردانگی می‌گردد؟
- پاسخ: چهار چیز است: در پادشاهان، تنگ‌چشمی؛ در دانشمندان، خودپسندی؛ در زنان، بی‌شرمی و در مردان، دروغگویی.
- پرسش: چه چیزی مایه خوشنامی می‌شود؟
- پاسخ: شتاب در کارهای خوب.
- پرسش: با چه کسی رایزنی کنم که سرانجام بد نداشته باشد؟
- پاسخ: با کسی که دارای سه ویژگی باشد: ۱- دین درست. ۲- دوستی مردمان خوب. ۳- دانش بسنده.
- پرسش: چه کسی در جهان خوشبخت‌تر است؟
- پاسخ: کسی که رفتار خود را به بخشندگی و گفتار خود را به راست‌گویی بیاراید.
- پرسش: از آموختن دانش چه بهره‌هایی برای مردمان است؟
- پاسخ: اگر بزرگ باشی، نام‌دار می‌شوی؛ اگر تهیدست باشی، توانگر می‌گردی و اگر گمنام باشی، شناخته می‌شوی.
- پرسش: آبادانی دنیا چگونه پدید آمده‌است؟
- پاسخ: از اینکه خداوند در درون مردمان افزون خواهی و آز و ناآگاهی را نهادینه کرده‌است.
- پرسش: چه چیزی است که هر چه بیشتر باشد، باز هم بسیار نیست؟
- پاسخ: ۱) انسان هر اندازه هم خردمند باشد باز از رایزنی بی‌نیاز نیست. ۲) رزمنده هر اندازه هم نیرومند باشد باز از شگرد جنگی بی‌نیاز نمی‌گردد. ۳) انسان پارسا هر اندازه هم پرهیزگار باشد باز از پرستش بی‌نیاز نمی‌گردد.
- پرسش: آیا به جز از خوردن، چیز دیگری هم مایه تندرستی می‌گردد؟
- پاسخ: شش چیز است: ۱- پوشاک نرم. ۲- دیدار نیکو. ۳- همنشینی بزرگان. ۴- نیکی دیدن از دوستان. ۵- گرمابه معتدل. ۶- بوی خوش.